# Manduca wirti
Manduca wirti är en fjärilsart som beskrevs av William Schaus 1927. Manduca wirti ingår i släktet Manduca och familjen svärmare. Inga underarter finns listade i Catalogue of Life.